# Salvador Moreno Fernández
Salvador Moreno Fernández, né à Ferrol le 14 octobre 1886 et mort à Madrid le 2 mai 1966, est un officier de marine et homme politique espagnol. Ayant participé au soulèvement contre la seconde République espagnole qui déclenche la guerre d'Espagne, il occupe à l'issue de celle-ci le poste de  ministre de la Marine sous la dictature franquiste de 1939 à 1945 et de 1951 à 1957.

## Biographie
Salvador Moreno Fernández a son père, Salvador Moreno de Eliza, qui a été vice-amiral de la marine espagnole. Il a un frère aîné, Francisco, qui a été amiral et chef de la flotte nationaliste durant la guerre d'Espagne. Il a également une sœur cadette, Concepción, qui épouse Francisco Bastarreche, dont la carrière militaire le mène également au grade d'amiral. Le dernier membre de sa fratrie, Juan Antonio, est capitaine dans l'artillerie. Marié à Rosina Aznar Bárcenas, le couple a 10 enfants.
Salvador Moreno Fernández entre en 1903 dans la marine par l'école navale flottante établie à bord de la frégate Asturias, devenant alférez de navío en 1908 puis teniente de navío en 1916 et alors affecté auprès de son père. Capitaine de corvette en 1922 puis Capitaine de frégate en 1931, il occupe alors le poste de chef de la base navale de Ríos, à Vigo. Il est nommé en 1933 commandant du navire-école Juan Sebastián de Elcano et garde ce poste jusqu'en 1935.
En juillet 1936, il rejoint immédiatement le soulèvement dans l'arsenal de Ferrol, réussissant à s'emparer du croiseur léger Almirante Cervera qui était ancré dans le port de Ferrol contrôlé par des officiers, des marins et des civils opposés au soulèvement. Moreno Fernández monte à bord du croiseur accompagné du capitaine d'artillerie Martínez Lorenzo et parvient à prendre le contrôle du navire. Pour ce fait, en 1939, il devient chevalier croix laurée de l'ordre de Saint-Ferdinand.
Le 23 juillet, il prend la mer aux commandes du croiseur Almirante Cervera où il joue un rôle de premier plan dans les opérations maritimes sur le front nord. Sa première mission consiste à se rendre à Gijón pour aider les militaires assiégés dans les casernes Zapadores et Simancas. Il donne l'ordre de bombarder des cibles indiquées par les assiégés, cibles qui sont militaires mais aussi civiles. L'efficacité militaire de ces canonnades est faible mais elles ont une influence négative sur le moral des combattants républicains selon Moreno Fernández.
Promu capitaine de vaisseau, Moreno Fernández commande ensuite à partir de février 1937 le croiseur lourd Canarias dans l'Atlantique et en Méditerranée. En février 1937, aux commandes du Canarias, il est impliqué dans le massacre de la route Malaga-Almería. À cause de la bataille de Málaga, des milliers de personnes fuient en direction d'Almería par la seule voie disponible et sont bombardés par l'aviation et plusieurs navires nationalistes dont le Canarias. Selon les sources, entre 3000 et 5000 personnes meurent. Il remporte en mars 1937 la bataille du cap Matxitxako. Il recueille 20 prisonniers issus du navire Navarra. Ceux-ci sont quelques mois plus tard jugés en conseil de guerre et condamnés à mort. Salvador Moreno Fernández, impressionné par le courage des marins du Navarra intercède en leur faveur auprès du général Franco. Ces marins sont acquittés et libérés en 1938.
Nommé en octobre 1937 second chef d'état-major de la Marine, il devient en juillet 1939 contralmirante et en août 1939 ministre de la Marine, poste qu'il occupe à deux reprises dans différents gouvernements, de 1939 à 1945 puis entre 1951 et 1957. Il est chargé de la reconstruction de la marine espagnole après la guerre civile. En tant que ministre, il fait partie des membres du régime qui s'opposent à une participation de l'Espagne à la Seconde Guerre mondiale. Il nomme l'officier de marine Luis Carrero Blanco pour rédiger un rapport et ses conclusions vont dans le sens de la neutralité espagnole. En effet, Carrero Blanco prouve à Franco que l'entrée en guerre de l'Espagne impliquerait la perte certaine des Iles Canaries, militairement indéfendable face à la Marine Britannique. Il justifie cette position par l'absence dans la Marine espagnole d'un cuirassé de type Richelieu qui avait permis à la Marine Française de repousser l'expédition anglaise à Dakar en septembre 1940, grâce à ses 8 canons de 380 mm. Aussi, sans participer officiellement à la guerre, Franco autorise néanmoins l'envoi d'une division composée de volontaires, la Division Bleue. Malgré cette neutralité théorique, les ports espagnols sont également utilisés à plusieurs reprises entre 1940 et 1942 par les sous-marins de la Kriegsmarine pour leur ravitaillement en carburant ainsi que pour la livraison de dix torpilles selon les archives militaires allemandes. La tentative avortée de réparation de l'U-573 à Carthagène en 1942 suscite les protestations de l'ambassade britannique à Madrid.

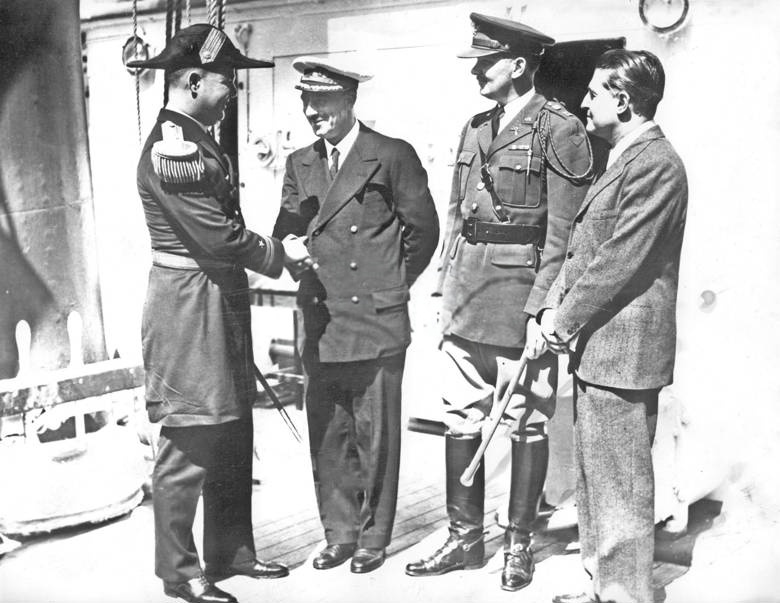
New York, 1935.

Promu vicealmirante en 1942 puis amiral en 1950, il devient en 1951 grand-croix du mérite aéronautique. Il est également chevalier de l'Ordre de Saint-Lazare de Jérusalem et est enterré au Panthéon des marins illustres de San Fernando.

## Accusation de crimes contre l'humanité
Salvador Moreno Fernández est l'un des trente-cinq cadres du régime franquiste inculpés par l'Audience nationale dans le référé ordonné en 2008 par Baltasar Garzón, pour les crimes de détention illégale et crimes contre l'humanité commis pendant la guerre civile espagnole et dans les premières années du régime, et il n'est pas poursuivi lorsque sa mort est constatée. Par la suite, le Tribunal suprême considère que la qualification de Garzón de "crimes contre l'humanité" était erronée, puisque ce concept a été défini après les faits allégués.

## Distinctions
- Chevalier croix laurée de l'ordre de Saint-Ferdinand (1939)[2]
- Grand-croix de l’ordre d'Isabelle la Catholique (1941)[7]
- Grand-croix du très distingué ordre royal de Charles III (1945)[8]
- Grand-croix de l’ordre du Mérite aéronautique (1951)
- Chevalier de l'Ordre de Saint-Lazare de Jérusalem